# Billy (cráter)

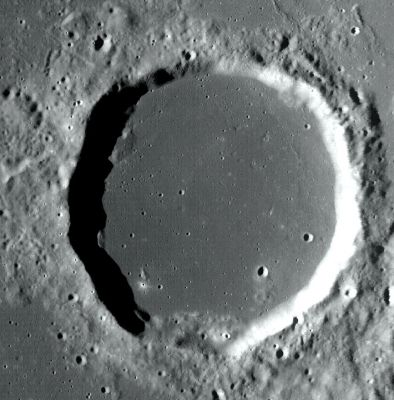
Fotografía de la misión Lunar Reconnaissance Orbiter

Billy es un cráter de impacto lunar que se encuentra en el extremo sur del Oceanus Procellarum, en el hemisferio occidental de la Luna. Se encuentra al sureste del cráter de tamaño similar Hansteen, y al oeste-suroeste del cráter inundado de lava Letronne.
El suelo interior de Billy fue inundado por lava basáltica, dejando una superficie oscura debido al bajo albedo. La porción del borde que queda encima de la superficie es estrecha y baja, con una pared interior delgada. Solo unos pocos cráteres minúsculos marcan el interior.
Al norte del cráter se localiza una formación montañosa triangular llamada Mons Hansteen. Al sureste de Billy se localiza un cañón, designado Rima Billy, que discurre hasta 70 kilómetros hacia al sur.

## Cráteres satélite
Por convención estos elementos son identificados en los mapas lunares poniendo la letra en el lado del punto medio del cráter que está más cerca de Billy.
|       | \| Billy \| Coordenadas \| Diámetro \| \| ----- \| ------------------------------ \| -------- \| \| A \| 14°18′S 46°18′O / -14.3, -46.3 \| 7 km \| \| B \| 12°12′S 47°36′O / -12.2, -47.6 \| 25 km \| \| C \| 16°06′S 49°00′O / -16.1, -49.0 \| 6 km \| \| D \| 14°54′S 48°18′O / -14.9, -48.3 \| 11 km \| \| E \| 15°00′S 49°36′O / -15.0, -49.6 \| 2 km \| \| H \| 15°36′S 49°36′O / -15.6, -49.6 \| 3 km \| \| K \| 12°54′S 48°42′O / -12.9, -48.7 \| 4 km \| |          |
| Billy | Coordenadas | Diámetro |
| A     | 14°18′S 46°18′O / -14.3, -46.3 | 7 km     |
| B     | 12°12′S 47°36′O / -12.2, -47.6 | 25 km    |
| C     | 16°06′S 49°00′O / -16.1, -49.0 | 6 km     |
| D     | 14°54′S 48°18′O / -14.9, -48.3 | 11 km    |
| E     | 15°00′S 49°36′O / -15.0, -49.6 | 2 km     |
| H     | 15°36′S 49°36′O / -15.6, -49.6 | 3 km     |
| K     | 12°54′S 48°42′O / -12.9, -48.7 | 4 km     |